# Gemeiner Rhabarber
Der (Gemeine) Rhabarber (Rheum rhabarbarum), genauer Gewöhnlicher Rhabarber, auch Gemüse-Rhabarber oder Krauser Rhabarber, ist eine Pflanzenart aus der Familie der Knöterichgewächse (Polygonaceae). Die geschälten oder ungeschälten Blattstiele dieser Nutzpflanze werden unter anderem zu Kompott, Konfitüren, Kuchen und auch zu Saft verarbeitet.

## Etymologie
Der Name Rheum rhabarbarum stammt vom mittellateinischen Wort rheu barbarum in der Bedeutung einer fremdländischen Wurzel: rheum für Wurzel und barbarus für ausländisch, fremd (vgl. Barbar). Bei seiner Ankunft in Europa im 18. Jahrhundert wurde die deutsche Bezeichnung aus dem italienischen Wort rabarbaro entlehnt, entsprechend dem englischen rhubarb, dem französischen rhubarbe und dem spanischen sowie portugiesischen ruibarbo. (Zur Etymologie vgl. auch „Rhabarber“).

## Beschreibung und Phänologie

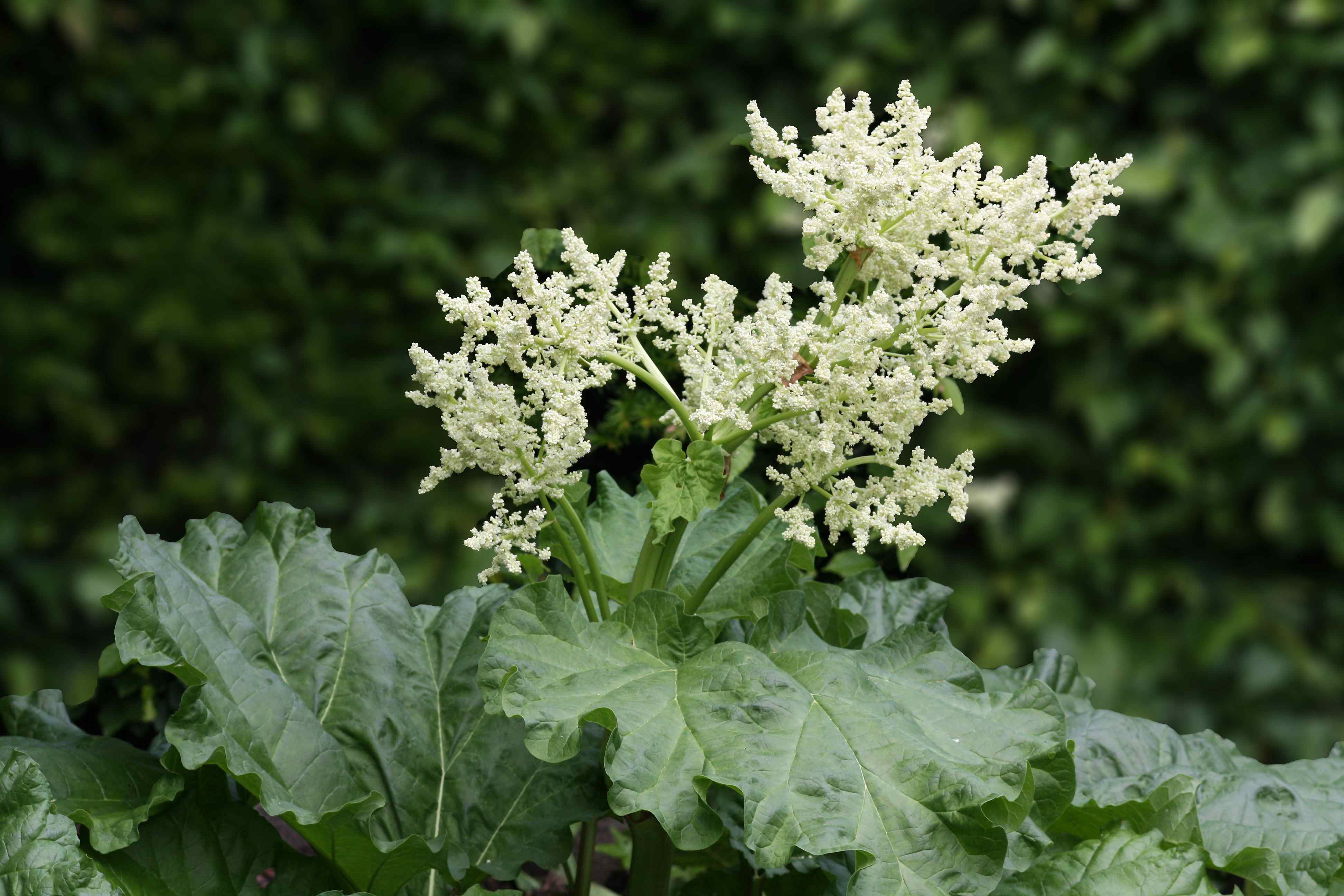
Blütenstand

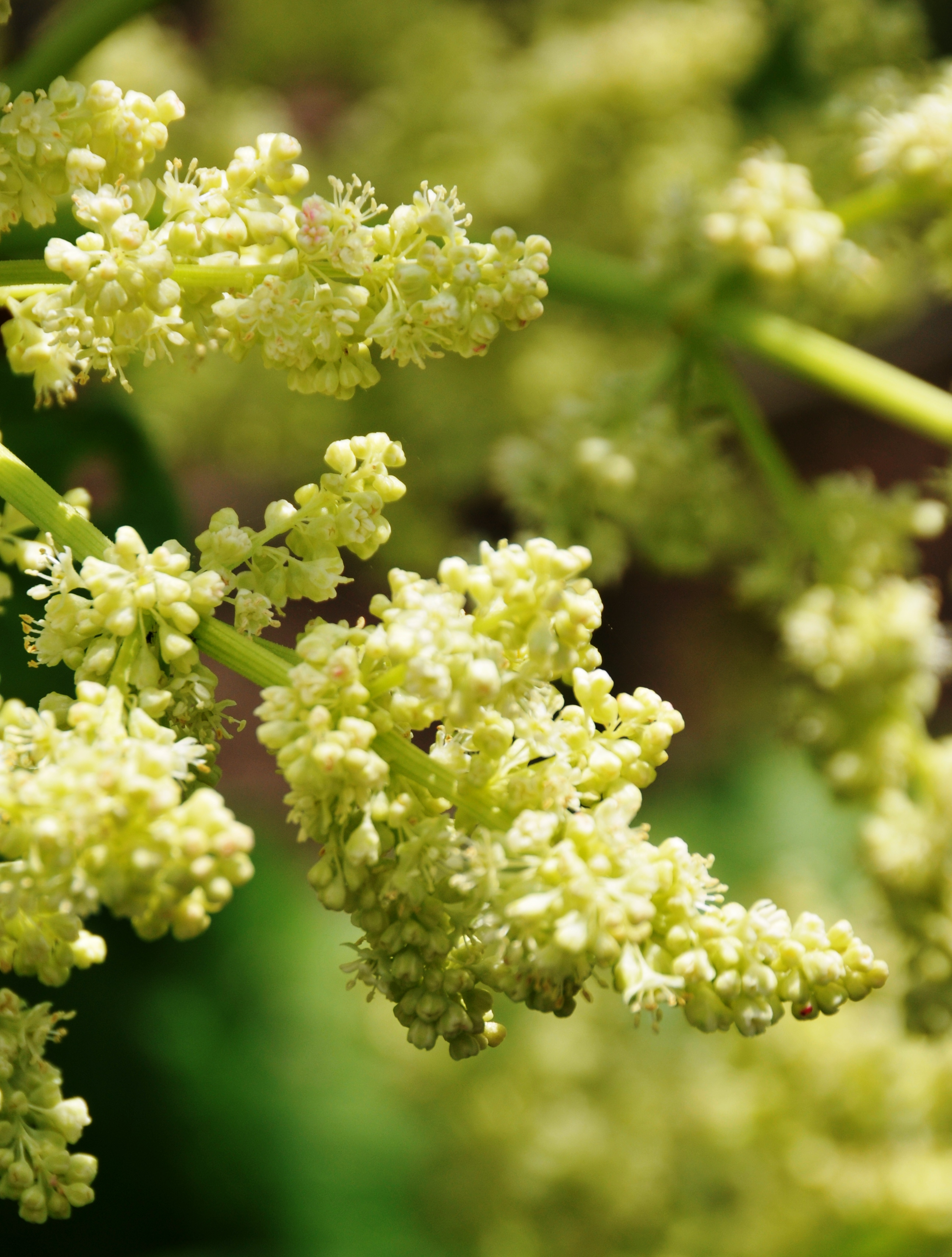
Ausschnitt eines Blütenstandes

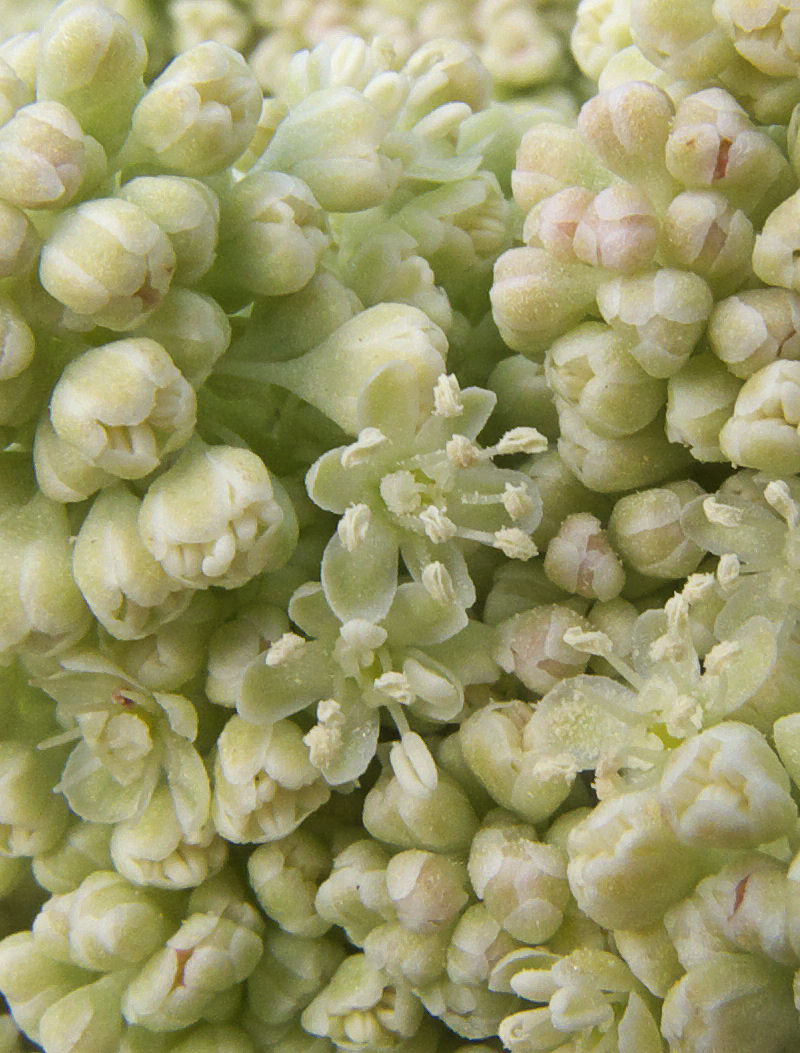
Blüten von Rheum rhabarbarum

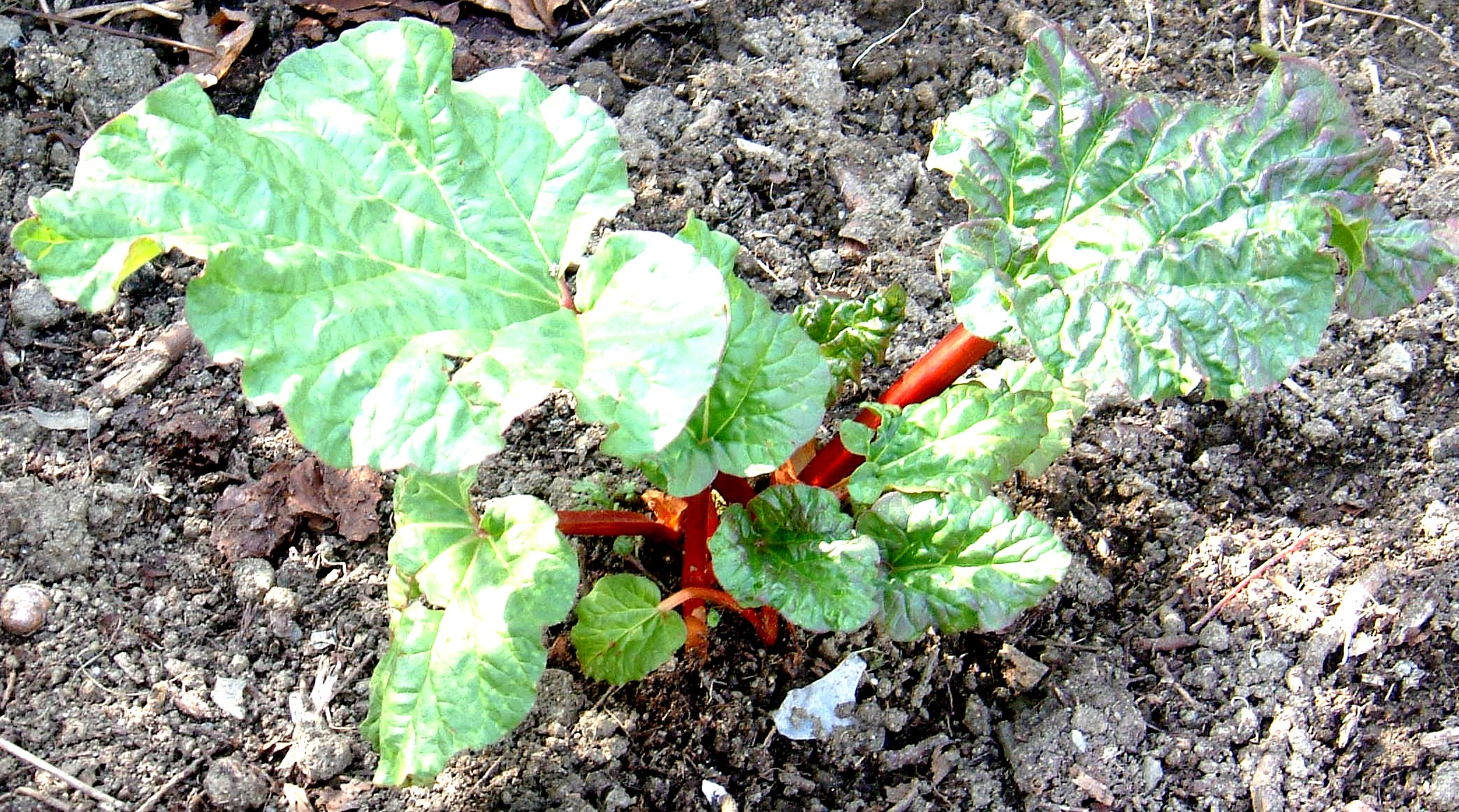
Frisch gesetzter Rhabarber

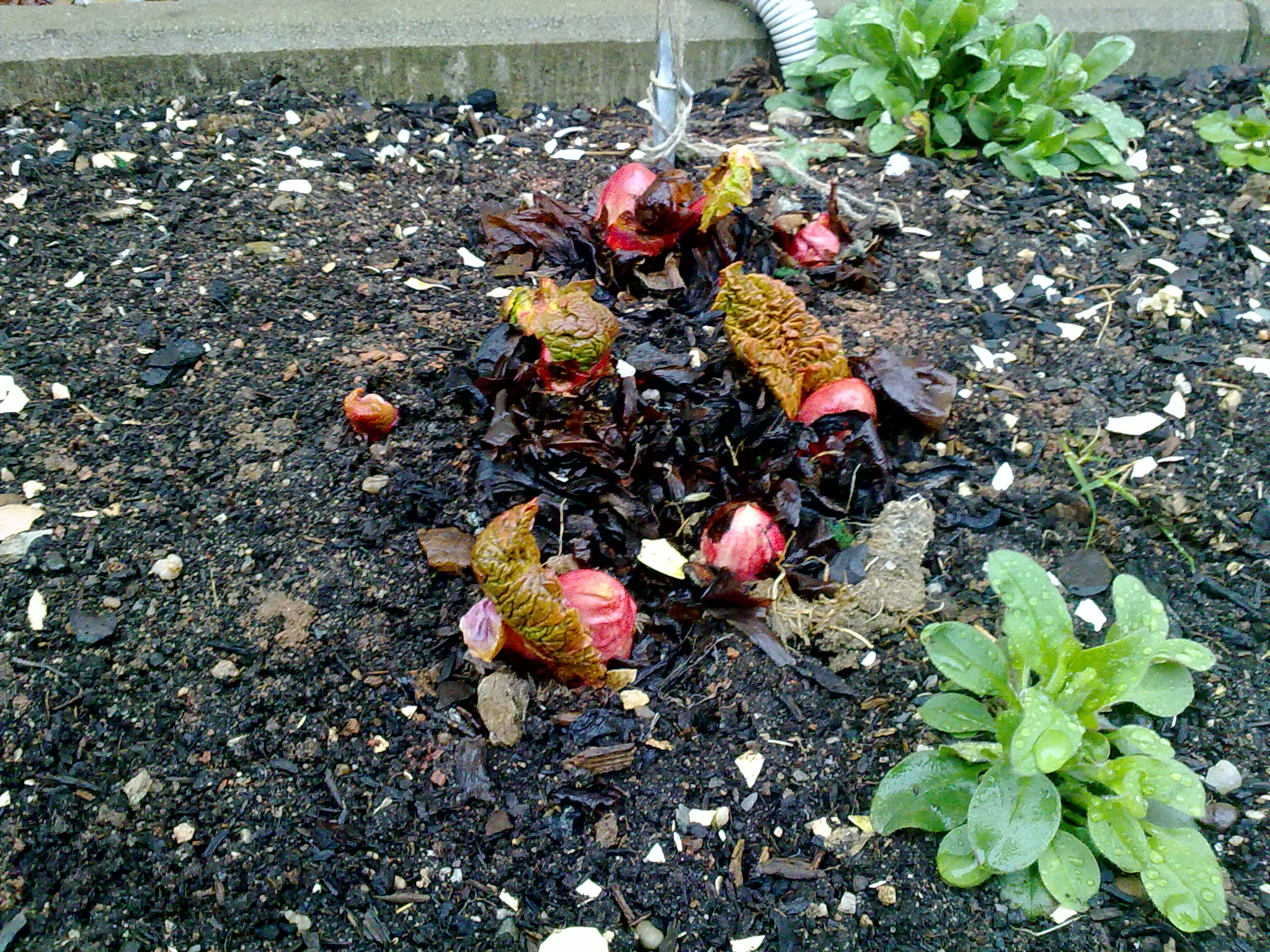
Frühjahrsaustrieb

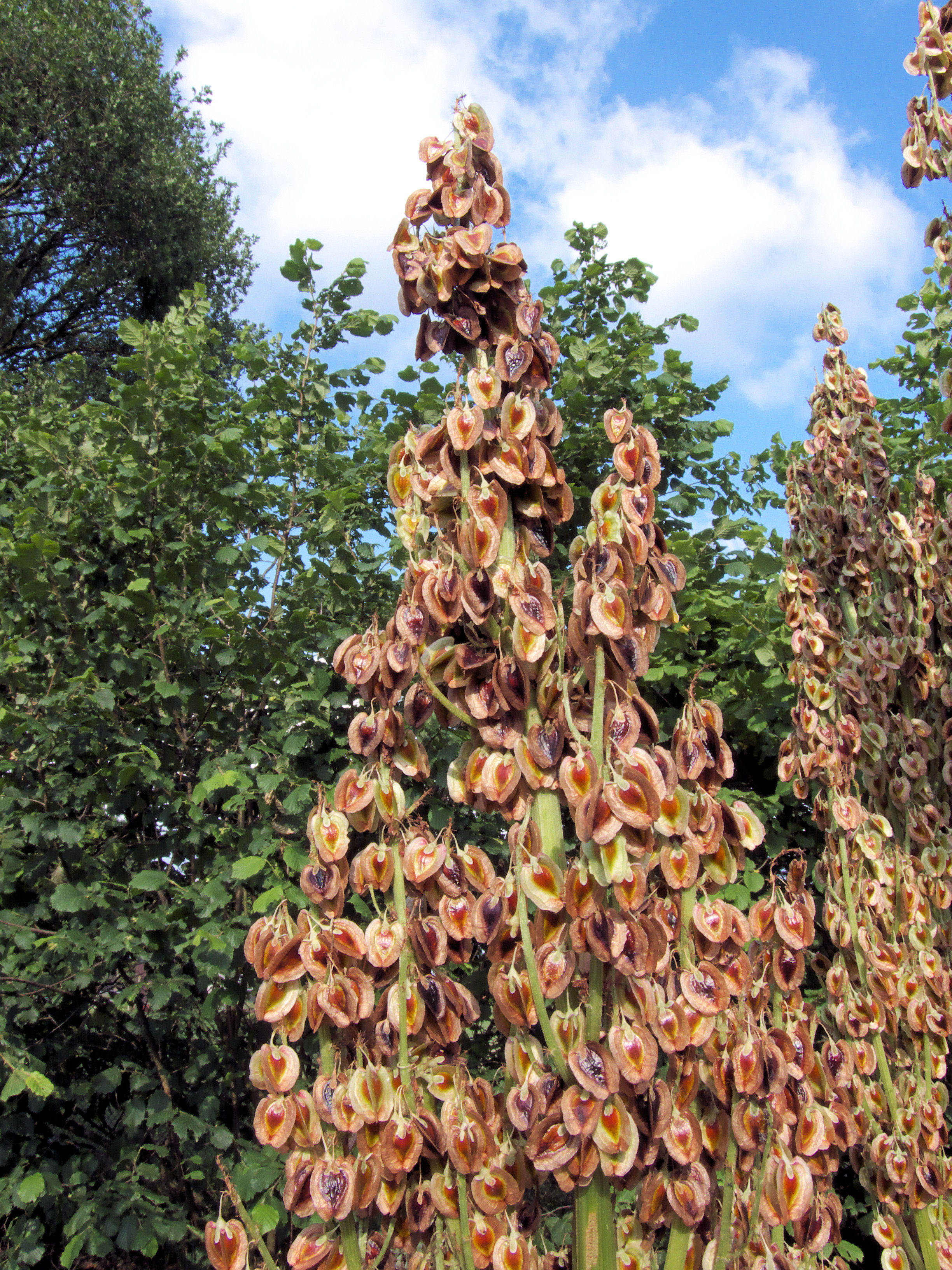
Fruchtstand

### Vegetative Merkmale und Inhaltsstoffe
Der Rhabarber ist eine sommergrüne, ausdauernde krautige Pflanze und wird bis zu 2 m hoch.
Nach der Keimung bildet Rhabarber eine Primärwurzel, die sich zunächst zu einer fleischigen, dicken Rübe entwickelt, welche recht kurzlebig ist. Der Primärspross entwickelt sich im zweiten Jahr zu einer Knolle, in den folgenden Jahren verdicken auch die Seitenachsen und es entstehen Sekundärknollen um die inzwischen weitergewachsene Primärknolle. Es entstehen derart 25–30 verdickte Sprossachsen.
Es werden dicke, unregelmäßige Rhizome gebildet. Oberirdische Teile sterben im Herbst ab. Die Ruhephase beginnt im August und September. Der Wiederaustrieb erfolgt im Frühjahr mit unterirdischen Knospen.
Die in einer grundständigen Blattrosette zusammenstehenden, relativ großen Laubblätter sind in Blattstiel und Blattspreite gegliedert. Der dicke, fleischige, feingerillte, faserige und kantige, hellgrüne bis rötliche, teils weißliche Blattstiel ist bis zu 70 cm lang und bis zu 5 cm breit, er besitzt eine bräunliche Ochrea. Die Blattstiele sind an der Oberseite flach bis leicht rinnenförmig, an der Unterseite rund. Je nach Sorte ist der Blattstiel durch Anthocyane mehr oder weniger stark rot gefärbt. Die dunkelgrüne, herzförmige und abgerundete bis rundspitzige Blattspreite ist bis etwa 30–50 cm lang und bis 30 cm breit und dreieckig oder eiförmig bis breiteiförmig, sie ist teils gerafft, sowie teils ungleich gelappt bis unregelmäßig gekerbt oder gezähnt, der meist ganze Blattrand ist oft leicht gekraust. Die Laubblätter enthalten – im Jahresverlauf stark zunehmend – gesundheitsschädliche Oxalsäure und können bei rohem Verzehr Erbrechen und Kreislaufstörungen verursachen.

### Generative Merkmale
Die Blütezeit reicht von Mai bis Ende Juni. Für die Blütenbildung ist ein Kältereiz nötig (Vernalisation), der Temperaturen unter 10 °C für eine Dauer von 12–16 Wochen erfordert. Der rispige Blütenstand ist bis 40 cm hoch und enthält bis zu 500 Blüten. Die kleinen Blüten mit hellgrünlich-cremefarbenem Perigon sind unscheinbar, meist zwittrig und werden fremdbestäubt. Die Früchte sind einsamige und dreieckige und dreiflügelige, orange-braune Flügelnüsse (Achänen). Die Flügelnüsse sind 7–10 mm lang, die Breite beträgt 6–8 mm, die Flügel sind etwa 3–4 mm breit, die Tausendkornmasse der Samen beträgt etwa 11–22 g.
Die Chromosomenzahl beträgt 2n = 44.

## Ursprung und Geschichte des Anbaues

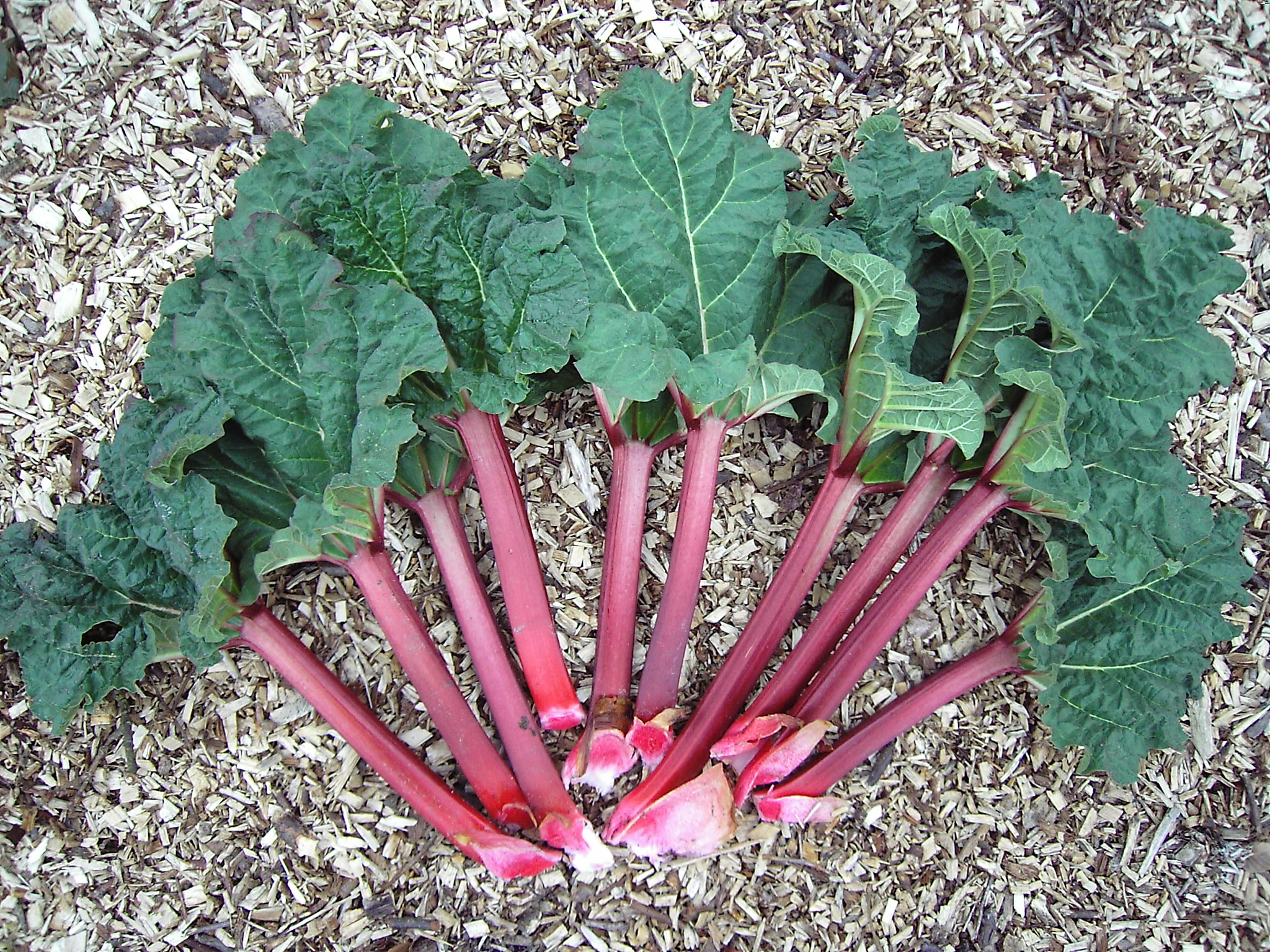
Frisch geerntete Rhabarber-Blätter mit Stielen

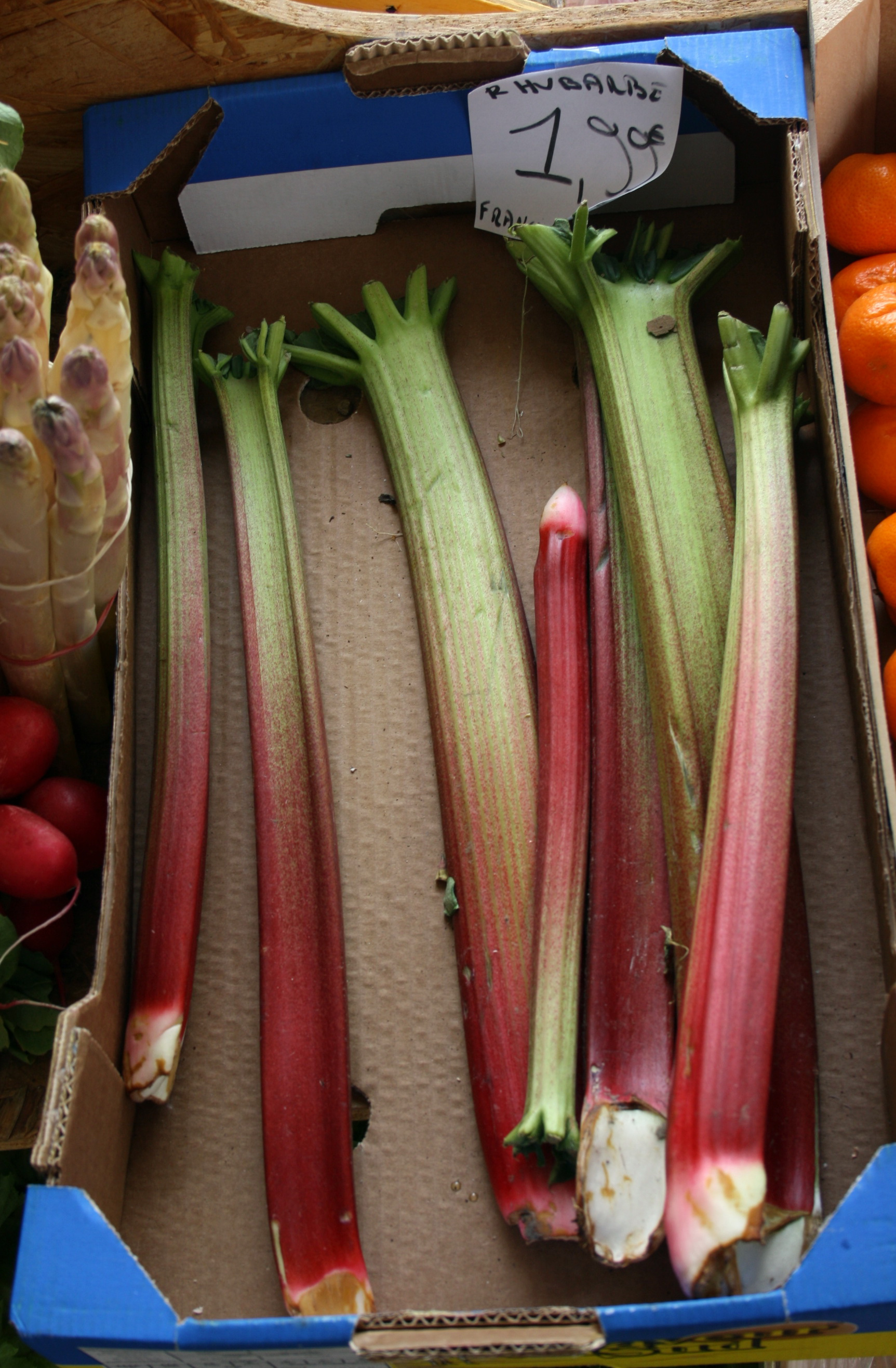
In einer Gemüsesteige

Rhabarber stammt aus dem Himalaya. Seit dem 11. Jahrhundert gelangte Rheum rhabarbarum L. als Importware aus Zentralasien oder China über die arabische Medizin des Mittelalters und die Schule von Salerno in die abendländische Medizin des Mittelalters, wo nicht wie heute die Stängel, sondern vor allem die unterirdischen Sprossachsen – insbesondere zur Zubereitung von Arzneimitteln – Verwendung fanden.
Im 16. Jahrhundert wurde er in Russland angebaut und gelangte im 18. Jahrhundert in andere Teile Europas. Über Frankreich und die Niederlande kam er nach England, wo der Anbau seit 1753 belegt ist. Die Treiberei wurde als erstes von Gärtnern in Chelsea betrieben und später in Yorkshire perfektioniert. Der erste gewerbsmäßige Anbau in Deutschland erfolgte 1848 in Hamburg-Kirchwerder und breitete sich von Norden nach Süden aus. 1937 betrug die Anbaufläche in Deutschland 1700 ha, 1993 zwischen 350 und 400 ha, 2021 etwa 1440 ha. Seit 1947 wird Rhabarber in den USA gesetzlich als Obst betrachtet.

## Anbau
Für den Anbau sind mittelschwere, tiefgründige und gut wasserhaltende Böden mit einem pH-Wert zwischen 5,6 und 7,2 am besten geeignet. Die klimatischen Ansprüche des Rhabarbers sind bescheiden; er hat lediglich einen recht hohen Wasserbedarf. Die Flächen für den Anbau müssen frei von Nematoden und Wurzelunkräutern sein. Günstig ist der Anbau nach einem Wiesenumbruch, dem Umpflügen einer Wiese.
Rhabarber wird mit oder ohne Folienbedeckung im Freiland angebaut und in Räumen als Treiberei. Die Vermehrung erfolgt vorwiegend vegetativ durch Teilung der Rhizome. Über In-vitro-Vermehrung über Pflanzliche Gewebekultur können virusfreie Pflanzen gewonnen werden.
Im Freiland erfolgt die erste Ernte im zweiten Jahr nach dem Setzen. Die Kultur dauert meist fünf bis sechs Jahre. Hier wird nur bis etwa Ende Mai geerntet, in den Folgejahren bis Ende Juli. Die händische Ernte für den Frischmarkt erfolgt oft alle acht bis 14 Tage, Ernte für die Verarbeitungsindustrie oft nur zweimal pro Saison. Die jungen Blütenstände werden bei der Ernte der Blätter abgebrochen, um den Ertrag zu erhöhen. Die Erträge können 20–45 t Marktware pro Hektar erreichen. Unter geeigneten Bedingungen, 0–1 °C und 90–95 % relative Luftfeuchte, lässt sich Freilandrhabarber bis drei Wochen lang lagern. Rhabarber ist empfindlich gegenüber Ethylen und muss daher luftdurchlässig gelagert werden.
Rhabarber wird in Gewächshäusern oder in Gebäuden getrieben. Die optimalen Bedingungen liegen hierfür zwischen 12 und 16 °C und 85–90 % relativer Luftfeuchte. Die Rhizome werden hierzu in lockerem Boden eingeschlagen. Das Austreiben bei Licht führt zur bevorzugten Rotfärbung der Stängel. In England wird Rhabarber traditionell unter speziellen Tontöpfen getrieben.
Traditionelles Ende der Erntesaison, wie auch für Spargel, ist der Johannistag.

### Sorten
Sorten unterscheiden sich vor allem durch innere und äußere Stielfarbe, Wuchslänge, Stieldicke und Zeitpunkt des Austriebs und der Ernte.
- ‘Glaskin’s Perpetual’
- ‘Timperley Early’
- ‘Holsteiner Blut’ (rotstielig)
- ‘Elmsblitz’ (Stiel auch innen rot)
- ‘Rote Delikatess’[10]
- ‘Amerikanische Riesen’[11]

### Nutzung
Die Blattstiele werden – je nach Sorte und Alter der Stiele – geschält und meist geschnitten weiterverarbeitet. Rhabarber gilt wegen seiner Zubereitung gemeinhin als Obst, obwohl er eigentlich zu den Gemüse zählt und in der (gehobenen) Gastronomie durchaus auch bei Gemüsegerichten verwendet wird. Die bekanntesten Zubereitungen sind Konfitüren und Kompott, beides auch in industriellem Maßstab, sowie Kuchen. Darüber hinaus wird Rhabarber auch zu Saft oder Most verarbeitet. Wegen des hohen Säureanteils wird Rhabarber eher selten als Gemüse verwendet. Beliebt ist Rhabarber wegen seines erfrischenden, pikant-säuerlichen Geschmacks und des niedrigen Energiegehalts.

### Inhaltsstoffe
Die Blattstiele enthalten durchschnittlich 94,5 g Wasser je 100 g essbarer Frischsubstanz. Die 1,3 g Kohlenhydrate verteilen sich recht gleichmäßig auf Glucose, Fructose, Saccharose und Stärke. Außerdem sind 0,6 g Protein, 0,1 g Fette und 3,2 g Ballaststoffe enthalten. An Mineralstoffen sind in 100 g 270 mg Kalium, 50 mg Calcium, 25 mg Phosphor, 13 mg Magnesium und 0,5 mg Eisen enthalten. An Vitaminen sind Vitamin C mit 10 mg, Vitamin A (Carotin) mit 0,07 mg, Vitamin B1 mit 0,025, B2 mit 0,030 und Niacin mit 0,25 mg zu nennen. Der Energiewert beträgt 54 kJ (13 kcal).
Wichtig für den Geschmack sind die Fruchtsäuren, vor allem Äpfel- und Citronensäure, in Verbindung mit dem Zucker. Sorten mit rotem Mark enthalten weniger Fruchtsäuren als solche mit grünem Mark. Die Sorte „Ras Versteeg“ enthält rund 1,5 g Äpfel- und 0,1 g Citronensäure auf 100 g essbare Frischsubstanz. In den Stielen sind im Schnitt 460 mg Oxalsäure je 100 g Frischsubstanz enthalten. Dieser hohe Gehalt wirkt beim Menschen calciumzehrend. Bei nieren- und gallenkranken Menschen sowie bei Kindern ist Vorsicht geboten.
Die abführende Wirkung von Rhabarber beruht wahrscheinlich auf dem Anthrachinon, das die Peristaltik anregt. Medizinisch werden meist die Wurzeln von Rheum palmatum verwendet, nicht die des Gemüse-Rhabarbers.

### Krankheiten und Parasiten
Wirtschaftlich bedeutend ist die Rhabarbermosaikkrankheit, die vor allem durch das Arabis-Mosaikvirus (arabis mosaic virus) und das Kohlschwarzringvirus (turnip mosaic virus) verursacht wird. Dadurch verfärben sich im April/Mai die Interkostalfelder der Blätter gelb. Wichtig sind auch die Fadenwürmer, vor allem Stängelälchen (Ditylenchus dipsaci), Rübenzystenälchen (Heterodera schachtii) und Wurzelgallenälchen (Meloidogyne naasi). Blattkäfer, Blattläuse und Raupen führen meist nicht zu Ertragsminderung.